# Tournez fabulettes
Albums de Anne Sylvestre
Fabulettes à manger Fabulettes pour de rire
Tournez fabulettes est un album d'Anne Sylvestre paru en 1992. 

## Historique
L'album sort en 1992, deux ans après le précédent album de fabulettes. C'est le onzième volume de la collection des Fabulettes chez EPM.
Il a pour thème tout ce qui tourne : « Comme le disque sur sa platine, les nouveaux titres se déclinent autour d’une même idée : ils tournent. Chaque chanson est un petit bonheur d’invention. Les ailes des moulins, les pétales du tournesol, les cuillères des cuisines, tout ici entre dans la danse. »

## Titres
Toutes les chansons sont écrites et composées par Anne Sylvestre.
| No  | Titre                                                                                       | Durée      |
| --- | ------------------------------------------------------------------------------------------- | ---------- |
| 1.  | Les Moulins Baptiste (avec Élodie Béar et Alice Yonnet-Droux)                               | 2 min 19 s |
| 2.  | Marion tourbillon (avec Élodie Béar, Alice Yonnet-Droux, Sophie et Melody Pariselle)        | 2 min 34 s |
| 3.  | Le manège est sur la place                                                                  | 1 min 50 s |
| 4.  | La Toupie de Wapiti (avec Sophie et Melody Pariselle)                                       | 1 min 34 s |
| 5.  | Chaud le ventilateur (avec Élodie Béar, Alice Yonnet-Droux, Sophie et Melody Pariselle)     | 3 min 24 s |
| 6.  | Martin et Augustin                                                                          | 2 min 07 s |
| 7.  | Cache cache tournesol (avec Élodie Béar et Alice Yonnet-Droux)                              | 2 min 35 s |
| 8.  | Avant d'aller sur le manège (avec Alice Yonnet-Droux)                                       | 2 min 58 s |
| 9.  | Une souris qui trotte                                                                       | 1 min 20 s |
| 10. | La Berthe à lait                                                                            | 1 min 37 s |
| 11. | Le Tournis (avec Élodie Béar, Alice Yonnet-Droux, Sophie et Melody Pariselle)               | 2 min 40 s |
| 12. | Camille                                                                                     | 1 min 41 s |
| 13. | Roule tourneboule (avec Élodie Béar, Alice Yonnet-Droux, Sophie et Melody Pariselle)        | 2 min 57 s |
| 14. | Les Petites Notes                                                                           | 44 s       |
| 15. | Chut la cocotte-minute (avec Sophie et Melody Pariselle)                                    | 2 min 20 s |
| 16. | Les Éoliennes (avec Élodie Béar et Alice Yonnet-Droux)                                      | 3 min 09 s |
| 17. | La Mayonnaise                                                                               | 1 min 42 s |
| 18. | Pousse-toi pousse-toi (avec Élodie Béar et, Alice Yonnet-Droux, Sophie et Melody Pariselle) | 3 min 30 s |

## Production
- Avec les voix d'Élodie Béar, Alice Yonnet-Droux, Sophie et Melody Pariselle.
- Direction musicale : François Rauber

## Réception
Critique du magazine Je chante ! : « Dix-huit titres sur le même thème, c’est beaucoup. Et pourtant Anne Sylvestre réussit la gageure de ne jamais tourner en rond, à force d’une imagination qui rebondit de titre en titre. »